# 圣樊尚拉沙特尔
圣樊尚拉沙特尔（法語：Saint-Vincent-la-Châtre，法語發音：[sɛ̃ vɛ̃sɑ̃ la ʃatʁ]）是法国德塞夫勒省的一个市镇，属于尼奥尔区。

## 地理
圣樊尚拉沙特尔（46°13'18"N, 0°2'10"W）面积21.18 平方千米，位于法国新阿基坦大区德塞夫勒省，该省份为法国西部内陆省份，北起曼恩-卢瓦尔省，西接旺代省，南至夏朗德省和滨海夏朗德省，东临维埃纳省。
与圣樊尚拉沙特尔接壤的市镇（或旧市镇、城区）包括：克吕塞拉波姆赖、勒宰、迈索奈、圣库唐、丰蒂维列、梅勒、阿卢瓦奈。

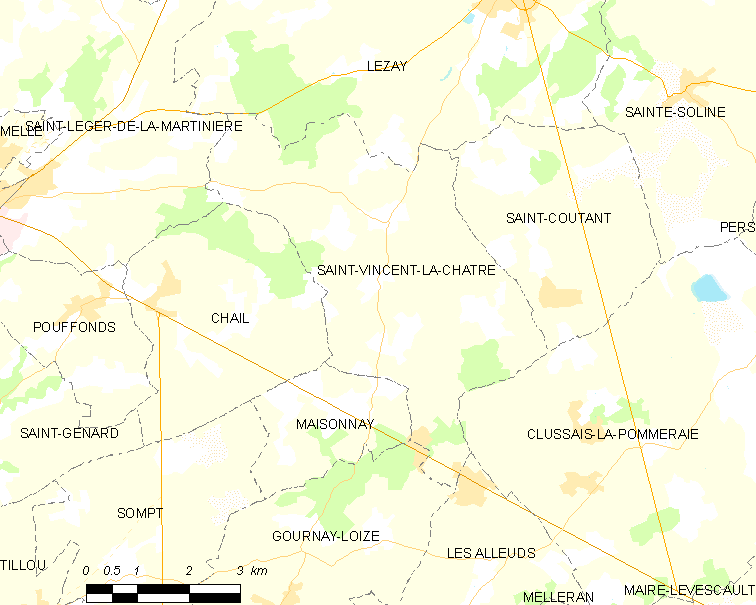
圣樊尚拉沙特尔的OSM定位图

圣樊尚拉沙特尔的时区为UTC+01:00、UTC+02:00（夏令时）。

## 行政
圣樊尚拉沙特尔的邮政编码为79500，INSEE市镇编码为79301。

## 政治
圣樊尚拉沙特尔所属的省级选区为梅勒县。

## 人口

1962-2008年间圣樊尚拉沙特尔人口变化图示

圣樊尚拉沙特尔于2022年1月1日时的人口数量为599人。